# Diócesis de Tingzhou
La diócesis de Tingzhou, de Tingchow o de Changting (en latín: Dioecesis Timceuvensis y en chino: 天主教汀州教区) es una circunscripción eclesiástica de la Iglesia católica en China. Se trata de una diócesis latina, sufragánea de la arquidiócesis de Fuzhou. Desde el 26 de abril de 1963 es sede vacante. La Asociación Patriótica Católica China la suprimió en 1999, dividiéndola entre la diócesis de Xiamen y la nueva diócesis patriótica de Minbei, sin asentimiento de la Santa Sede.

## Territorio y organización
La diócesis tiene 20 000 km² y extiende su jurisdicción sobre los fieles católicos de rito latino residentes en parte de la ciudad prefectura de Longyan en la provincia de Fujian.
La sede de la diócesis se encuentra en el condado de Changting en la ciudad prefectura de Longyan, en donde se halla la Catedral de Nuestra Señora del Rosario.
Para 1950 en la diócesis no se informó el número de parroquias.

## Historia
La prefectura apostólica de Tingzhou fue erigida el 27 de diciembre de 1923 con el breve Ad maiorem del papa Pío XI obteniendo el territorio del vicariato apostólico de Fo-kien Septentrional (hoy arquidiócesis de Fuzhou). La nueva circunscripción eclesiástica fue confiada a los Orden de dominicos.
El 8 de mayo de 1947 la prefectura apostólica fue elevada al rango de diócesis con la bula Auspicatissimis in Sinis del papa Pío XII.
En 1949 el Partido Comunista de China capturó Fujian, se impuso en la guerra civil y proclamó la República Popular China el 1 de octubre de 1949. El 4 de septiembre de 1951 China comunista expulsó al nuncio apostólico Antonio Riberi y la Santa Sede continuó reconociendo a la República de China en Taiwán como el legítimo gobierno chino. Todos los misioneros extranjeros fueron expulsados de China comunista en 1952, entre ellos el obispo Johann Werner Lesinski, y los sacerdotes chinos locales debieron continuar administrando los asuntos de la diócesis.
La Asociación Patriótica Católica China fue creada con el apoyo de la Oficina de Asuntos Religiosos de la República Popular de China en 1957, con el objetivo de controlar las actividades de los católicos en China. Su nombre público es Iglesia católica china y es referida como la "Iglesia oficial" en contraposición a la "Iglesia subterránea" o "Iglesia clandestina" leal a la Santa Sede.
En el período de 1966 a 1976 la Revolución Cultural se ensañó especialmente contra la religión, destruyéndose numerosas iglesias y cesaron todas las actividades religiosas en la diócesis. La iglesia de Chengguan fue ocupada y la iglesia de Sanzhou se convirtió en una granja ganadera. A principios de la década de 1980 la diócesis reanudó sus operaciones y en diciembre de 1985 fue devuelta por el gobierno la iglesia católica de Changting.
La Asociación Patriótica Católica China fusionó en 1999 las 6 diócesis de la provincia de Fujian en tres nuevos distritos eclesiásticos, suprimiendo la diócesis de Changting, que quedó dividida entre las diócesis patrióticas de Xiamen (ciudades de Longyan, Yongding, Shanghang y Changting) y de Minbei (ciudad de Sanming), sin asentimiento de la Santa Sede.
El 22 de septiembre de 2018 se firmó en Pekín el Acuerdo provisional entre la Santa Sede y la República Popular de China sobre el nombramiento de los obispos. El 22 de octubre de 2020 el acuerdo fue prorrogado por otros dos años y en octubre de 2022 por otros dos años más.
Debido a la situación particular de la Iglesia católica en China, la Santa Sede no nombra obispos para las diócesis chinas, que son sedes oficialmente vacantes incluso en presencia de obispos reconocidos por Roma.

## Estadísticas
Según el Anuario Pontificio 2002 la diócesis tenía a fines de 1950 un total de 4318 fieles bautizados.
| Año                                                                             | Población            | Población | Población      | Sacerdotes | Sacerdotes    | Sacerdotes    | Bautizados por sacerdote | Diáconos permanentes | Religiosos | Religiosos | Parroquias |
| Año                                                                             | Bautizados católicos | Total     | % de católicos | Total      | Clero secular | Clero regular | Bautizados por sacerdote | Diáconos permanentes | Varones    | Mujeres    | Parroquias |
| ------------------------------------------------------------------------------- | -------------------- | --------- | -------------- | ---------- | ------------- | ------------- | ------------------------ | -------------------- | ---------- | ---------- | ---------- |
| 1950                                                                            | 4318                 | 1 220 000 | 0.4            | 22         | 4             | 18            | 196                      |                      | 6          | 28         |            |
| Fuente: Catholic-Hierarchy, que a su vez toma los datos del Anuario Pontificio. |                      |           |                |            |               |               |                          |                      |            |            |            |

## Episcopologio
- Edber M. Pelzer † (21 de diciembre de 1925-1945 falleció)
- Johann Werner Lesinski † (8 de mayo de 1947-26 de abril de 1963 falleció)